# Magnus Becchius Palmcrantz
Magnus Becchius Palmcrantz, ursprungligen Bechius, född 31 oktober 1653 på Öland, död 19 januari 1703 i Stockholm, var en svensk jurist. 

## Biografi
Magnus Becchius kom efter uppväxten på Öland till Uppsala och blev student där 1671. Efter juridiska studier auskulterade han i Svea hovrätt 1683 men var även informator för drottning Ulrika Eleonoras pager. Senare tillträdde han som bisittare i borgrätten, hovauditör, assessor i borgrätten och till sist sekreterare i lagkommissionen 1691. Han blev med tiden en mycket skicklig jurist; han adlades 20 mars 1692 under namnet Palmcrantz.
I äktenskapet med Helena Catharina Pontin föddes åtta barn varav endast fyra uppnådde vuxen ålder. Magnus Becchius Palmcrantz dog vid 50 års ålder i Stockholm 1703 och begravdes i den Strömskiöldska graven i Klara Kyrka, där hans vapensköld med påskrift uppsattes. Detta begravningsvapen förstördes vid branden 1723, enligt J. Nordberg i boken Sancta Clarae Minne, Stockholm 1727. Lyckligtvis återger han inskrifterna, som med ursprunglig stavning lyder:
Kongl. Maj:ts tro tienare och sechreterare wid den Kongl. Lag. Commission och Auditör wid Kongl. Hofwet, den wälborne herren Herr Magnus Palmcrantz. Född på Öland 1653 den 31 okt och död i Stockholm den 19 januari 1703.
Av bevarade handlingar framgår att änkefru Helena Catharina Palmcrantz ännu i många år bebodde Krägga på Mälarens norra sida. Det är inte känt om också hennes make bodde där under sin livstid.